# Matronentempel (Xanten)

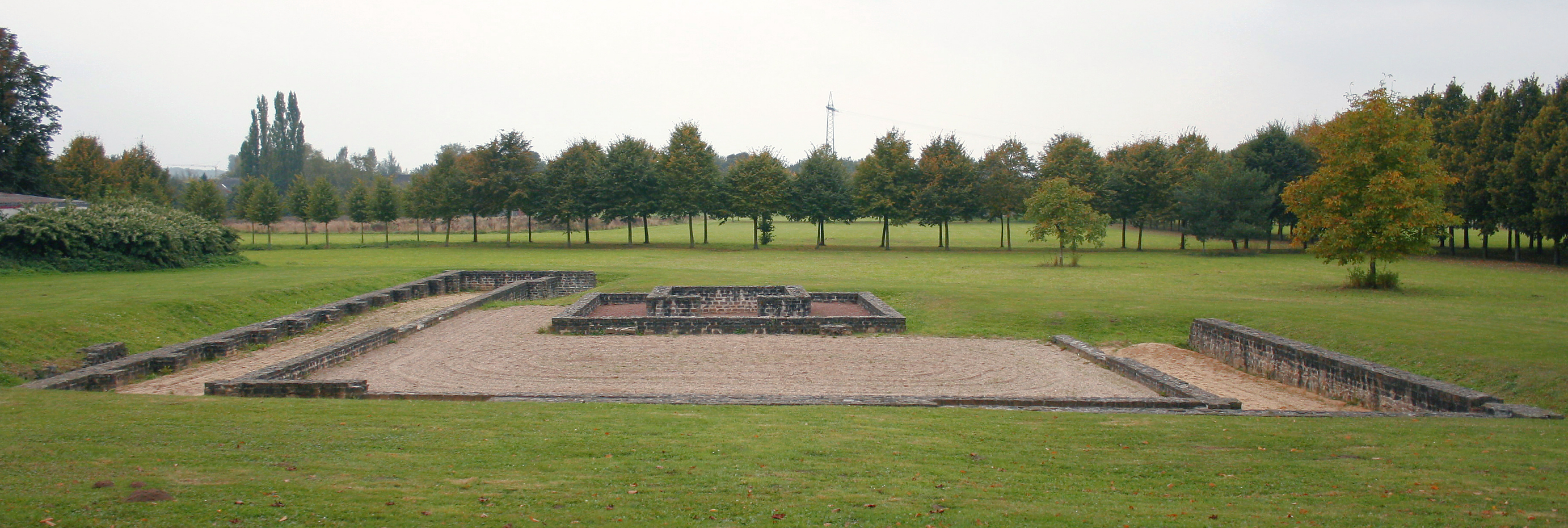
Leicht aufgemauerte Grundmauern des Matronentempels, mittig die Cella mit Umgang, 2008

Der Matronentempel in Xanten war der drittgrößte Tempel in der antiken Colonia Ulpia Traiana, der römischen Vorgängerstadt des heutigen Xanten. Er stand inmitten der Wohnbebauung der Insula 20 der Stadt. Es handelt sich um einen gallo-römischen Umgangstempel, bestehend aus einem umschlossenen Tempelplatz mit einer kleinen Cella als eigentlichem Tempelbau. Die etwa Anfang des 2. Jahrhunderts n. Chr. entstandene Tempelanlage diente der Verehrung der aufanischen Matronen.

## Forschungsgeschichte

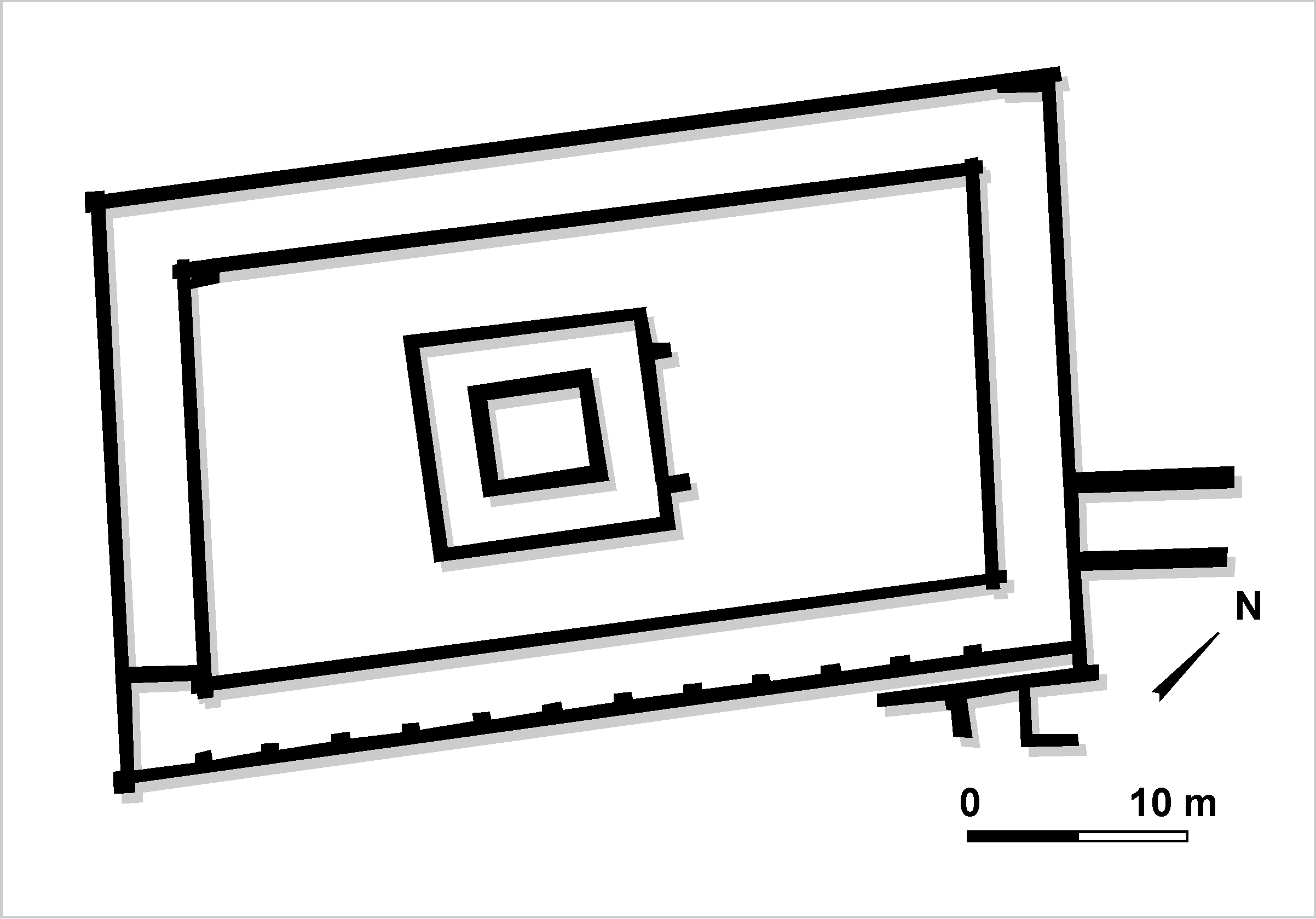
Grundrissskizze des Tempels

Eine erste Ausgrabung der Tempelanlage erfolgte im Winter 1973/1974 im Rahmen einer Notgrabung. Die Archäologen legten erhalten gebliebene Fundamente aus Grauwacke und aufgehendes Mauerwerk in mehreren Lagen frei. Anfang der 1990er Jahre wurden die ergrabenen Baureste erneut freigelegt, um sie in den Archäologischen Park Xanten zu integrieren. Dazu erfolgten geringfügige Aufmauerungen, um die Baureste sichtbar zu machen. 1995 wurden die Grabungsbefunde umfangreich aufgearbeitet.

## Tempel
Der Matronentempel war von dichter Wohnbebauung umgeben und von der Straßenhauptachse, dem Cardo Maximus, durch einen drei Meter breiten Gang erreichbar. Damit unterscheidet sich seine Lage grundsätzlich von der der beiden anderen Tempelanlagen. So lagen der Hafentempel und das Kapitol als Einzelbauwerke auf Insulae (Häuserblocks), die von Straßen umgeben waren.
Der Bezirk des Matronentempels hatte die Ausmaße von 44 × 27 Metern. Er war von einem doppelten Mauerzug umringt. Außen gab es einen rund drei Meter breiten Umgang, der mit einem Estrich aus Stampflehm versehen war. Da Säulenfragmente gefunden wurden, könnte es sich bei dem Umgang um einen offenen Portikus auf einer Säulenmauer gehandelt haben.

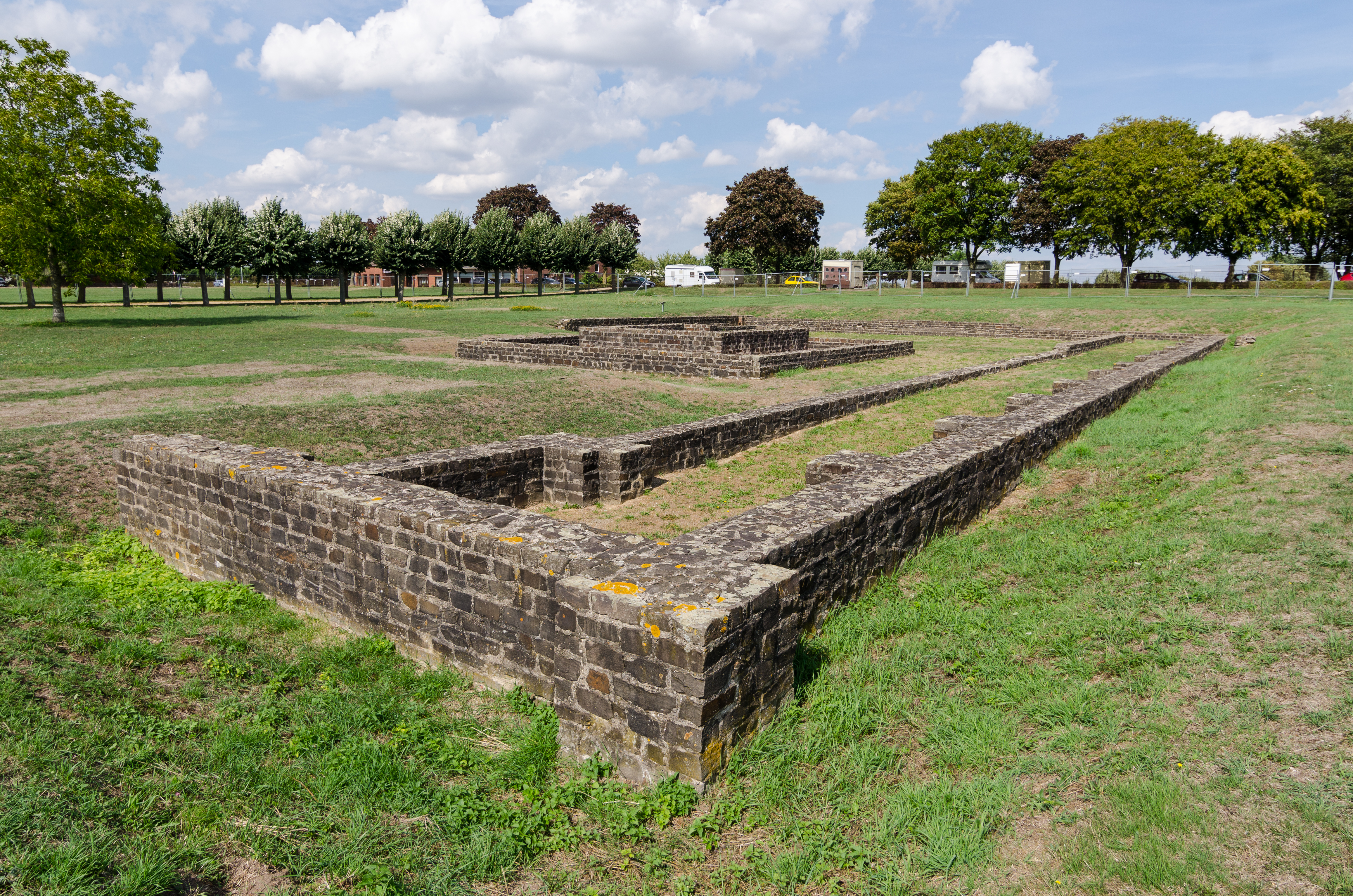
2018

Die Cella als Tempelgebäude lag nicht mittig auf dem Tempelplatz, sondern war leicht nach Westen verschoben. Die Cella hatte die Ausmaße von 4,4 × 3,8 Metern und verfügte über einen zwei Meter breiten Umgang. Die Fundamente des Tempelgebäudes waren 70 Zentimeter stark, die des Umgangs hatten eine Stärke von 60 cm. Die bei den Ausgrabungen gefundenen Fragmente von Wandputz und Marmorplatten lassen auf eine anspruchsvolle Innendekoration der Cella schließen. Der Tempel war zumindest teilweise ausgemalt. Hinweise auf die verehrten Gottheiten lieferten Bruchstücke von zwei Weihealtaren. Die Inschrift auf einem Stein lässt sich zu Aufanische Matronen ergänzen, was darauf schließen lässt, dass der Tempel ihrer Verehrung diente. Der Matronenkult in der Dreizahl von Müttern auftretend ist ab 161 n. Chr. durch eine Bauinschrift in einem in Bonn errichteten Tempel belegt. Man führt die Entstehung des rheinischen Matronenkultse auf eine Verunsicherung unter der römischen Bevölkerung zurück, als die Bonner Legion im Partherfeldzug eingesetzt wurde.
Ungewöhnlich an der Tempelanlage ist ihre abgeschlossene Lage innerhalb von Wohnbebauung, wodurch ein intimer Charakter entsteht. Ebenso ist der schiefwinklige Grundriss der Anlage merkwürdig, weil er vom rechtwinkligen Planungsmuster der Stadt abweicht, und sich dem Muster der Vorbesiedlung anpasst.

## Datierung

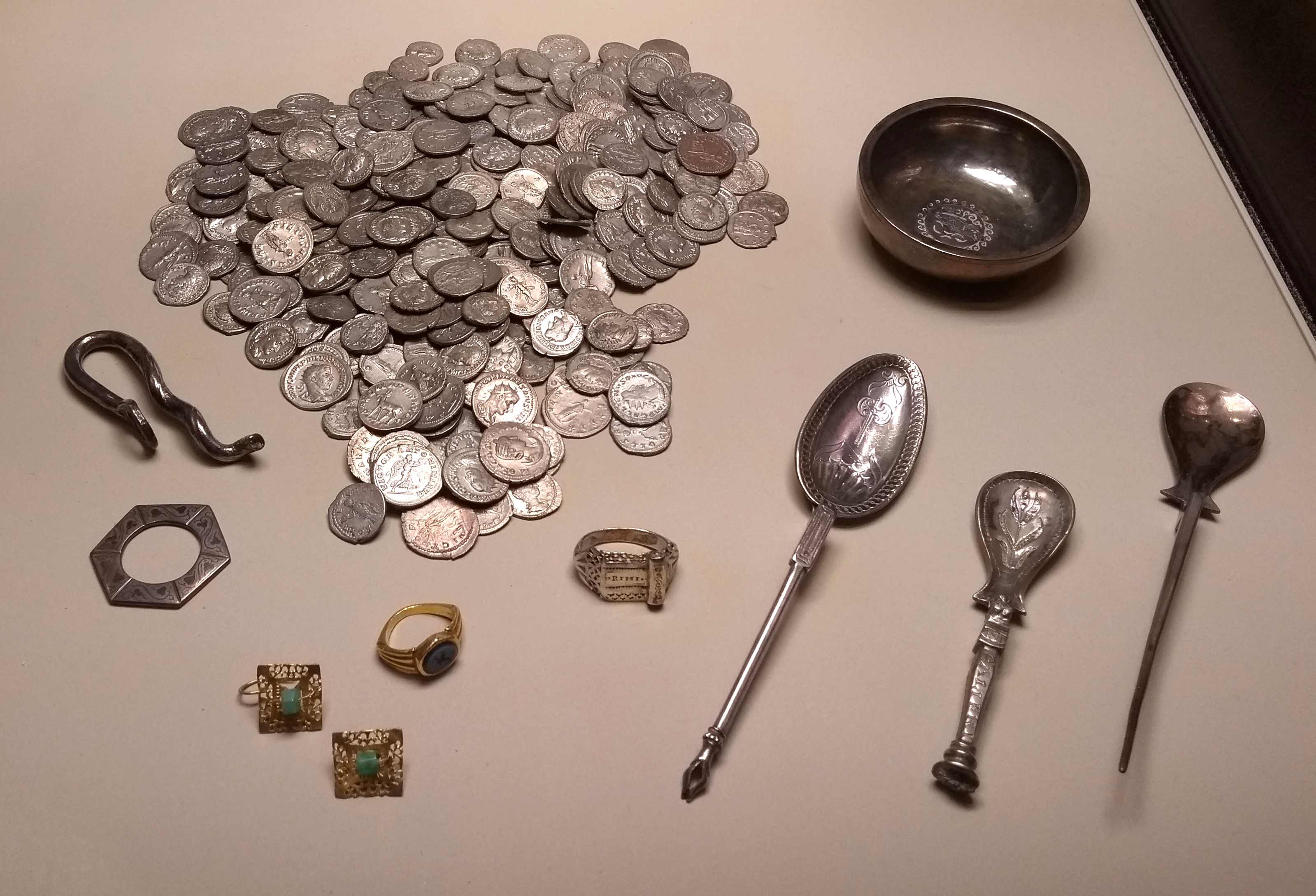
Der „Tempelschatz“, ein Hortfund aus dem Matronentempel, heute im Rheinischen Landesmuseum Bonn

Bereits vor dem Bau des Tempels gab es an der Stelle eine römische Vorbesiedlung. Bei den Ausgrabungen fanden sich die Reste eines Gebäudes aus der Zeit der Wende vom 1. zum 2. Jahrhundert n. Chr., dessen Abriss für den Bau des Tempels vermutet wird.
Anhand einer ausgegrabenen Abfallgrube, die mit Amphorenscherben und Tafelgeschirr verfüllt wurde, konnte der späteste Zeitpunkt der Erbauung des Tempels datiert werden. Dieser Terminus ante quem lag nach der Mitte des 2. Jahrhunderts n. Chr.
Auf dem Tempelareal fanden sich die Reste von etwa 20 Lehmöfen, die vermutlich während des Tempelbaus entstanden waren und der Zubereitung von Mahlzeiten gedient haben.
In der Nordwestecke des Tempels fanden die Archäologen einen Hort mit 300 Münzen und Silberobjekten aus der Zeit um 260 n. Chr., wobei nicht geklärt ist, ob die Ablage noch in die Nutzungsphase des Tempels fiel.
Die Niederlegung des Tempels wird in das späte 3. Jahrhundert n. Chr. datiert, als im Anschluss an die fränkischen Überfälle der Jahre 275/276 der Großteil des Stadtgebietes aufgegeben wurde und die Siedlung auf ein kleineres Areal im Zentrum, die Tricensimae, schrumpfte. Davon zeugt ein früherer Graben der Festung, der eine Ecke des Tempels anschneidet.